# 藤原行成
藤原 行成（ふじわら の ゆきなり/こうぜい、天禄3年〈972年〉 - 万寿4年12月4日〈1028年1月3日〉）は、平安時代中期の公卿。藤原北家、右少将・藤原義孝の長男。官位は正二位・権大納言。一条朝四納言（「寛弘の四納言」）の一。世尊寺家の祖。
当代の能書家として三蹟の一人に数えられ、その書は後世「権蹟（ごんせき）」と称された。書道世尊寺流の祖。

## 経歴

### 誕生から官途への出発
天禄3年（972年）右少将・藤原義孝の長男として生まれ、祖父の摂政・藤原伊尹の猶子となる。しかし、祖父は同年中に薨去し、さらに天延2年（974年）父・義孝も急死したため、一族の没落を受けて外祖父・源保光の庇護を受けて成長する。源保光は文章生から式部大輔を務めた紀伝道の学者である一方、太政官の行政事務の中枢である弁官を歴任し蔵人頭も務めるなど、漢学に造詣が深く、内廷・外廷（太政官）両方の吏務に通じていたらしく、この学問や知識をもって行成に十分な教育を施したと想定される。
天元5年（982年）桃園邸で元服し、永観2年（984年）外戚関係（従兄弟）にある春宮・師貞親王の年爵によって従五位下に叙爵する。同年、師貞親王が即位（花山天皇）すると、行成は寛和元年（985年）侍従に任ぜられ、翌寛和2年（986年）昇殿を許されるなど、天皇の身近に仕えた。しかし、同年6月に右大臣・藤原兼家の策謀により花山天皇は出家・譲位してしまい（寛和の変）、行成は外戚の地位を失った。この事件によって行成は少なからず影響を受けたと想定されるが、その後も寛和3年（987年）従五位上、正暦2年（991年）正五位下、正暦4年（993年）従四位下と位階の上ではそれなりに立身を続ける。これについては、行成の家柄・資質のほか、外祖父である権中納言・源保光の庇護も働いていたと考えられる。しかし、従四位下への叙位によって左兵衛権佐を解かれた後、遙任の備後介のみを帯びてしばらく他の京官に任じられた形跡がなく、任官面での不遇は否めなかった。なお、この間の永祚元年（989年）8月11日には源泰清の娘と結婚している。行成から見て5歳年下であったと伝えられている。

### 一条天皇の蔵人頭
長徳元年（995年）蔵人頭権左中弁・源俊賢が参議に昇進し、後任として行成が蔵人頭に任ぜられる。これについては、前任の俊賢が一条天皇に対して行成を推挙したため、地下人から一躍蔵人頭に抜擢されたとの逸話がある。実際には殿上であったか、少なくとも長く地下に沈淪していた状態ではないと考えられるが、備後介のみを帯びたほぼ散位に等しい行成の登用は、人々に驚きの目をもって迎えられたと想定される。また、この抜擢については俊賢の推挙が大きいが、これまで行成が積み重ねてきた真面目な努力が、一条天皇をはじめ人々の認めるところとなっていたことも背景にあったと考えられる。なお、行成は蔵人頭になってすぐには弁官になっていないが、さすがに異例の抜擢によって蔵人頭になった上に、すぐに弁官を兼ねるのは憚られたらしい。しかし、ここで行成は力量を認められ、翌長徳2年（996年）4月になって権左中弁に任官している。さらに同年8月に正左中弁の藤原忠輔が右大弁に昇ると、後任に源相方が任ぜられるが、一条天皇の意向で正左中弁・源相方と権左中弁・藤原行成が入れ替えられ、行成は上﨟の相方を差し置いて正左中弁に昇格した。
長徳4年（998年）正月にこれまでの精励ぶりを一条天皇から賞されて臨時に従四位上に叙せられる。7月に左大弁・源扶義が没したため右大弁のポストが空くが、これに対して再び行成と源相方が競合する。相方が右大弁を望んでいることを相方の縁者でもある左大臣・藤原道長から告げられると、行成は以下の通り競望の不条理に反論し、道長もこの反論を容認した。
- 中弁から大弁への転任は、必ずしも位階によらず任日の前後による場合もある（位階は相方の方が上もしくは先叙だが、中弁への任官は行成が先）。
- 自分は蔵人頭で将来は参議を望む官職にある。ここで大弁に任ぜられ、参議昇任後も大弁を兼任することを望む（右大弁は参議や蔵人頭が兼任する例が多い）。
- 現今の新制により、受領の任期を終えて2年以内に官に納める物が未済の者は次の官職に任用してはならない。相方は播磨守在任中十分に役目を果たさず、任期終了後3年にして官へ未済の事が多い。

10月には行成は右大弁に昇格し、日記に「時に年27。年未だ30に及ばずして大弁に任ずるは、貞信公（藤原忠平）21・八条大将（藤原保忠）年25のみなり。」と誇らしげに記している。なお、行成の後任の左中弁には高階信順が任ぜられており、この人事の前に相方は病没したとみられる。
こうした中で、長保元年（999年）11月に藤原道長の長女・藤原彰子が一条天皇の後宮に入内し女御となる。そして12月に太皇太后・昌子内親王が崩御したことをきっかけに、道長は第一皇子・敦康親王を産んでいる中宮・藤原定子に対抗するために一帝二后となる彰子の立后を希望。行成は道長の意向を受けて一条天皇に対して彰子立后の意見具申を行った。
- 現在の藤原氏出身の后妃は、東三条院（藤原詮子）・皇太后（藤原遵子）・中宮（藤原定子）と何れも出家しており神事を勤めない。
- 后位に対する納物には神事に用いるべき公費が含まれているが、神事が行われず全て私用に費やされている。
- 藤原氏出身の皇后が所掌する大原野祭について、現在は氏長者・藤原道長が代行しているが、これも神の本意に叶わぬ「神事違例」で、行成自身も藤原氏の末葉の身として氏の祭のことを心配している。
- 諸司（神祇官・陰陽寮か）より「神事違例」の卜占が出ている。
- 既に永祚年間に二后並立の前例がある（円融皇后・藤原遵子と一条中宮・藤原定子）。
- 中宮（藤原定子）は正妃であるが、既に出家して神事を勤めず、（天皇の）私恩によって職号を止めず封戸も納めている。従って重ねて彰子を皇后に立て神事を掌るようにさせるのがよいのではないか。

行成の具申に対して一条天皇は許諾の意向を示す。このことについて道長から「行成が蔵人頭として天皇の身近に仕えるようになって以来、折に触れて自分のために取り計らっていてくれたことは知っていたが、感謝の気持ちを示すことができなかった。今こそこの厚い恩の深さを知った。行成自身のことについては勿論何も心配することはなく、お互いに子の代になっても必ずこの恩に報い、兄弟のように親しくするように言い含めておく」と感謝の言葉を受けた。この行成の具申の論旨に対しては、道長に対するへつらいに基づく詭弁や曲論とする見方も多い。一方で、后位にある者全員が神事を勤めないことや、出家しながら再び入内して皇子を儲けた定子に対する批判など、当時の貴族・官人社会の中で納得できる理由を並べており、既に彰子立后の必然性を理解しその大義名分を模索していた一条天皇に代わって、その正当性を裏付ける議論を展開したものとする意見もある。こうして行成の尽力もあり、翌長保2年（1000年）2月に彰子は立后した。
ところで、同年8月に彰子の従兄弟にあたる、故関白・藤原道兼の娘である藤原尊子が女御となる。尊子の母である藤原繁子がこの女御宣下の勅旨を奉じた行成に纏頭（祝儀の被物）を贈ろうとするが、行成はこれを察して忌避するために繁子がいる尊子の曹司（暗戸屋曹司）へ行かずに、陣に行って仰下する。そこで繁子は行成の従者に渡そうとして失敗すると、執拗にも行成邸に下人を遣わせて送り置く。行成の妻は次第を行成に急報すると、行成は纏頭を取り寄せて繁子家と親交があった権左中弁・藤原説孝経由で受け取る理由がないとして返却した。繁子は怨みに思って東三条院や道長に愁訴するが、行成はこれを「烏滸がましい」と日記に記している。このことは行成の気位の高さを示している一方で、道兼にとって一時期の関係に過ぎない繁子所生の尊子の女御宣下は、宮廷社会で正当なことと認められていなかったと想定され、人々は纏頭を受け取らなかった行成を賞賛、面目を失った繁子を嘲笑の目で見ていた様子が窺われる。
同年10月には新造された内裏の殿舎・門の書額を行い、正四位下に叙せられている。長保3年（1001年）2月に参議任官を前提とした蔵人頭の辞退を請うて申文を奏上するが、認められなかった。蔵人頭を務めること5年半に及び右大弁も帯びていた行成は参議昇任の資格は十分にあったが、一条天皇は有能な行成を側近から手放したくなかったものと想定される。なお、一条天皇は行成の名文・名筆の申文を秘蔵したかったらしく、この申文を書写して献上するように勅している。3月には道長から近衛中将兼任の内意を受けるが、行成は従兄弟の藤原成房に譲った。これは、頭弁に更に中将を兼帯する意味とは考えにくく、激務に疲弊している行成から弁官を解くことで負担を軽減し、なお暫く蔵人頭を務めさせようとする妥協策であった可能性もある。
ところで、かねてより行成は伝領していた平安京北郊の一条大路・大宮大路末北の大内裏北方（現五辻通北・大宮通西あたり）にあった桃園邸に世尊寺を創建しており、同2月に天台座主・覚慶や公卿・殿上人多数参加のもと盛大な供養を行い、3月には世尊寺を御願寺として定額寺にすることを奏請して勅許を得ている。世尊寺建立は行成の信仰心に基づく純粋な宿願で、さらに当時の世間無常の様相の影響を受けたものと想定されるが、結果的にの供養を通じて行成の力を宮廷社会に誇示することになりその社会的地位を更に高めることとになった。なお、この寺院の呼称が後に行成の後裔をして世尊寺家を名乗らせる根拠となっている。

### 公卿昇進
同年2月末に行成は敦康親王家の別当に任ぜられるが、前年末に生母・藤原定子が崩御していたため、中宮・藤原彰子をその母親代わりとするよう、後漢の明帝が賈貴人所生の粛宗を馬皇后に養育させた故事を引き合いに出して一条天皇に対して奏上する。これは敦康親王に後ろ盾を求める一条天皇と、娘の中宮・藤原彰子が未だ皇子誕生を見ない藤原道長の利害を一致させる献策で、8月には初めて敦康親王が中宮の上御局に渡り、彰子による養育が始まっている。また、同月には蔵人頭の労6年にして参議に任ぜられ、遂に公卿に列している。9月に入って初めて参議として参内すると、一条天皇から召されて「顧問の職（蔵人頭）を避くと雖も、なお聞き得たる所を奏すべし」との勅があり、10月に入ると侍従を兼帯するなど、一条天皇が行成を側近から離したくない様子が窺われる。なお、後任の蔵人頭はかつて行成を推挙した源俊賢の弟である左近衛中将・源経房であった。同年10月東三条院の四十御賀に伴う院司に対する叙位で従三位に昇叙している。
長保4年（1002年）行成の妻は通算で7度目の出産を果たすが、母子ともに死亡してしまう。行成はその死を大いに嘆いているが、翌長保5年（1003年）には彼女の実妹を2番目の妻に迎える。『権記』には彼女を指して「女房」と称している記述があることから、この婚姻には恋愛関係よりも幼い子供達の世話という意味合いも含んでいたようであるが、やがて彼女との間にも子供を儲けることとなる。
長保5年（1003年）11月には新造内裏の諸殿舎額を書いた功労で正三位に昇叙されている。寛弘2年（1005年）行成は左大弁として弁官の上首となるが、この頃より左大臣・藤原道長邸での私的な催しへ頻繁に参加するようになり、同じく道長邸に頻繁に訪問していた権中納言・藤原斉信らとともに道長への忠勤ぶりを藤原実資から「恪勤上達部」として批判されている。行成の道長邸への頻繁な訪問は蔵人頭時代も同様であったが、当時は一条天皇と内覧の左大臣であった道長との間で連絡や調整を行う立場上当然であり、厚い信任を受ける一条天皇の権威を背景として、道長にも一目置かれる存在であった。しかし、参議昇任によって天皇側近の立場を離れて末座の公卿となった行成は、太政官の筆頭である道長の権勢をまともに受け、迎合の必要性を身近に感じて積極的に道長に接近するようになったと考えられる。
同年11月に内裏が焼亡し、行成は源俊賢らとともに造宮行事を担当する。寛弘3年（1006年）末にかけて造宮は完了し、寛弘4年（1007年）正月の叙位において、行成は造宮行事を賞されて従二位に昇叙される。行成はこの昇叙により、位階の上では中納言の藤原時光、権中納言の源俊賢・藤原忠輔、先任参議の藤原懐平・菅原輔正を越えて、当時まで極めて希であった二位の参議となる。行成のこの栄進が人々の目を引いたと思われる一方で、かつて自らを推挙してくれた恩人の源俊賢は賞を弟の経房に譲って正三位に留まっており、行成自身はこの昇進に心苦しさも感じていたことが想定される。
寛弘5年（1008年）9月に中宮・藤原彰子を母とする一条天皇の第二皇子・敦成親王（後一条天皇）が生まれる。さらに、翌寛弘6年（1009年）2月には中宮と敦成親王および道長に対する呪詛事件が発生し、敦康親王の外戚であった藤原伊周・源方理・高階光子が処罰を受ける。この事件は、皇位継承の最短距離にある第一皇子・敦康親王にダメージを与えるために仕組まれたとも考えられ、敦康親王家別当であった行成にも多くの悩みを残したと想定される。寛弘6年（1009年）先任参議の藤原有国を超えて権中納言に任ぜられ、長徳2年（996年）以来13年間務めた弁官の官職から離れている。
寛弘8年（1011年）5月下旬に俄に重病となり譲位を決意した一条天皇から、第一皇子・敦康親王の立太子の可否について諮問を受ける。これに対して行成は以下理由を挙げて、春宮には第二皇子・敦成親王を立て、敦康親王には年官・年爵・年給の受領の吏等を与え、有能な廷臣を仕えさせるなど、然るべき待遇を与えるように進言した。
- 文徳天皇は愛姫紀静子所生の第一皇子（惟喬親王）を寵愛し、皇統を継がせる意志があった。しかし、外祖父の藤原良房が朝廷の重臣であったため、第四皇子（清和天皇）が皇嗣となった。
- 左大臣（藤原道長）は一条朝の重臣かつ外戚であり、外孫たる第二皇子（敦成親王）を春宮に立てることを欲すことは至極当然のことである。天皇が第一皇子（敦康親王）を東宮に立てることを欲しても、左大臣は簡単に承知しない。政変の発生や不満・批判が巻き起こる可能性も考える必要がある。
- 光孝天皇は皇運があったため、老年になってから遂に天皇として即位した。一方で、恒貞親王は皇太子に立てられたが、即位することはなく終に棄て置かれた。これほどの大事は宗廟社稷の神に任せるべきで、敢へて人力の及ぶ所ではない。
- また、第一皇子（敦康親王）の生母である皇后・藤原定子の外戚である高階氏は、伊勢斎宮・恬子内親王と在原業平の不義密通の子の後裔であるため、この一族は伊勢神宮に憚りがある（恬子内親王の項目参照）。ただし、『権記』のこの記述に関しては後世の挿入の可能性がある[注釈 4][38][39]。

これらの進言は極めて冷静に大勢を見据えた論であり、再び大義名分として神意を強調した内容となっている。また、結果的に道長の意向に沿っているものの、道長へ迎合や、奉仕していた敦康親王への忠誠心の否定はあたらないと考えられる。さらには、彰子立后の時と同様に、必然性を理解しながらなおも懊悩する一条天皇の代弁と見做すこともできる。また、道長に迎合する目的ならば光孝天皇の話をあげて将来の即位の可能性を話をする必要はなく、幼くして祖父や父を失って苦労した行成が後見のない親王の将来を慮って行った「経験的に体得した現実主義的哲学に基づく親身な忠告」とする評価もある。なお、以前から行成は敦成親王に対して王者の相を認めていたらしい。ところで、彰子立后の際は道長から手放しで感謝を示されたが、今回の行成の進言が道長の耳に届いていたかどうかは明らかでない。
6月に臨時の叙位があり、寛弘3年（1006年）の造宮において殿舎や門の額を書いた賞として行成は正二位への加階を申請する。この造宮に関して、既に行事賞として寛弘4年（1007年）に多くの先任者を越えて従二位への破格の昇進を果たしており、一条天皇の譲位を前にした駆け込み的な申請であった。この申請に対して一条天皇は許諾の意向を見せるが、道長を含む3大臣が正二位に留まっていたこともあって道長の承諾が得られず、行成の昇叙は実現できなかった。同月半ばには一条天皇から三条天皇への譲位が行われ、まもなく一条上皇は崩御する。行成は上皇の院司ではなかったが、側近の臣として道長の指示を受けて葬儀や法事に参与した。

### 三条朝
同年10月に三条天皇の即位式が行われ行成は宣命使を務めたが、その際の進退の振る舞いが非常に見事であったと道長から賞賛を受けている。寛弘9年（1012年）2月に道長次女の藤原妍子が皇后に冊立され、皇太后・藤原遵子が太皇太后に転じるため、行成も太皇太后宮権大夫に遷った。しかし、翌3月になると三条天皇は先に入内して皇子女を儲けていた故大納言・藤原済時長女の藤原娍子の立后を強行しようとする。一帝二后は一条朝に続くものであったが、皇族・大臣以外の娘が立后した先例は平安時代初期の橘嘉智子（内舎人・橘清友の娘）以外になく、左大臣・藤原道長以下多くの廷臣がこれに納得しなかったらしい。かつて、一条天皇に一帝二后を進言した行成も同様で、娍子立后の儀には参加せず、同日に行われた妍子の内裏参入の儀のみに参加している。長和2年（1013年）石清水行幸行事賞として、かつて果たせなかった正二位への叙位を受けた。

### 後一条朝
長和4年（1015年）12月に三条天皇が譲位の意向を示し、翌長和5年（1016年）正月には道長の外孫である後一条天皇への譲位や即位式に関する諸事を定めたが、行成は藤原斉信や藤原公任らほかの四納言らとともに自ら筆を執って式の作成や過去の記録の抄出を行い、道長を感動させている。長和6年（1017年）道長が摂政左大臣を辞し、長男の藤原頼通が摂政となるが、これ以降の行成は頼通の側近的な立場となったとみられる。
長和6年（1017年）皇太子であった三条天皇皇子の敦明親王が皇太子を辞退するが、行成はこの報を受けて顔相に詳しくないと前置きしながら、敦明親王について「無龍顔」（天皇の相ではなかった）と感想を残している。また、寛仁2年（1018年）には行成が家別当として仕えた敦康親王が没した。
寛仁3年（1019年）4月に刀伊の入寇が発生、女真族が九州北部に侵入するが、大宰権帥・藤原隆家の指揮に従った大宰府管内の武士によって撃退された。6月末に公卿定にて武功者に対する褒賞が審議されたが、以下のやりとりがあった。実資の意見に藤原斉信が賛同し、その後公任・行成も同意した。
- 藤原行成・藤原公任：勅符に褒賞のことを載せているが、武功を立てたのは勅符到着以前のため、賞を与えるべきでない。
- 藤原実資：寛平6年（894年）対馬に侵入した新羅人を撃退した文室善友に対して、褒賞の約束がなくても賞を与えた前例がある。今回のような大きな被害をもたらした大事件に対して褒賞しなければ、今後勇戦する者が現れなくなってしまう。

この事案は、支配層である宮廷貴族の形式主義や地方の現実に対する認識不足の典型例とされることが多い。これに対して、当時地方における豪族の勢力伸長が進行しており、豪族達は朝廷の軍隊としての役割を担いつつも、反乱や朝廷の意図せぬ他国との交戦など、暴発する可能性が常に存在していた。この状況にあって、朝廷は伝統的権威によって辛うじて豪族達を制御していたため、権威の象徴である勅符を重要視したことはやむを得ないとする意見もある。
同年12月に藤原隆家の後任として行成が大宰権帥を兼ねるが、これは婿である藤原長家（道長の六男）の世話をする費用が不足していたことから、行成が実入りの多い当官職を望んだものとされる。しかし、行成は九州へ赴任しないまま、翌寛仁4年（1020年）権大納言に昇進して権帥の任を去っている（後任は源経房）。この経緯については、娘である長家室の病弱を配していたことや、行成自身が公事に欠くことができない人材であったことから、行成の下向が叶わないうちに、権大納言昇任と引き替えに権帥を返上させられたものとみられる。さらには、大宰府における現地での任務は行成のような上級貴族にはかなり厳しく似つかわしくない筈で、行成が公私の事にかまけて赴任を延ばし伸ばしにしているように見え、権帥返上は行成にとって積極的に辞意を示した結果ではないが、必ずしも不本意なことではなかったとする意見もある。結局、治安元年（1021年）長家室は病没してしまうが、娘を失って激しく憔悴し悲嘆に暮れる行成の様子が『栄花物語』や『権記』から窺われる。
治安2年（1022年）行成の子息・藤原実経が国守を務めていた但馬国において、同国にあった小一条院所有の荘園の荘官であった惟朝法師に対して国衙の官人を殺害したという容疑で、国府が朝廷に訴えを起こす。一旦、惟朝に対する追捕の宣旨が発給されるが、殺害されたとされる人物は実際には生存していたらしく、翌治安3年（1023年）正月に小一条院からこの訴えは虚偽であるとして差し止めの請求がなされると、朝廷は直ちに方針を変更し、訴えを起こした但馬国の郡司らに出頭を命じる。4月になって7名の郡司が上京し、当初行成は郡司らに自らの邸宅に宿所として与えていたが、まもなく検非違使左衛門志・粟田豊道によって郡司らは捕縛・連行されてしまい、行成・実経親子は大いに面目を失ってしまったという。検非違使庁での勘問において郡司らはなおも殺害は事実であると証言するが、これを聞いた行成は夜も寝られぬ程心痛し、実経の処罰も覚悟の上で道長に事実を告げたい意向を右大臣・藤原実資に伝え、実資もこれを強く勧めたという。結局、後一条天皇の勅裁により手続きに瑕疵があるとして訴えは無効とされ、惟朝は特別に赦免される。一方で、郡司らは保釈されて帰国、実経も釐務（職務）停止に処せられるが1ヶ月で解除されている。
万寿2年（1025年）藤原長家の後室（藤原斉信の娘）が没すると、行成は再び長家を婿に望む。しかし、右大臣・藤原実資も長家を婿に望み、道長は実資娘との結婚に賛成したため、行成の希望は受け入れられなかった。
万寿4年（1027年）正月より行成は体調を崩し、公事には参加したものの左手の不調や乗馬に堪えないことを訴えている。さらに4月の賀茂祭に上卿を務める予定にもかかわらず、3月に禁忌に触れる恐れをおして灸治を行うなど、行成の体調は下り坂に向かう。そして、12月1日に隠所に向かう途中で突然倒れ、その後は会話・飲食ともできないまま、12月4日に薨去した。享年56。最終官位は正二位権大納言兼按察使。なお、道長は寅刻（午前3時 - 5時頃）、行成は亥刻（午後9時 - 11時頃）と同日に没したが、世間は道長の死で大騒ぎとなっており、行成の死については気に留めるものがほとんどいなかったとされる。12月7日に父・道長の死を上奏しようとした関白・藤原頼通は、行成の死去も上奏するように進言した大外記・清原頼隆を勘当している。頼隆の勘事は9日後に解除されたが、頼隆は自らの正当性を人々に訴えるとともに、参議・藤原広業の讒言が頼通の対応に繋がったとしている。なお、私的な感情に流されて勘当の処分を下したと批判されるのを恐れた頼通は、処分を下したことすらとぼけたという。

## 著作
詳細を極める日記『権記』が著名で、平安中期の政情・貴族の日常を記録したことで重要視される。正暦2年（991年）から寛弘8年（1011年）までのものが伝存し、これに万寿3年（1026年）までの逸文が残っている。
また、庶務に通じていた行成は有職故実書『新撰年中行事』を著した。同書は後世盛んに利用され多くの逸文が知られているが、全体については伝存せず、散逸したものと考えられていた。しかし1998年、京都御所内東山御文庫に所蔵されていた後西天皇の宸筆『年中行事』という2冊の書物が、『新撰年中行事』の写本であることが逸文との照合等により判明し、研究者の注目を集めている。
勅撰歌人として、『後拾遺和歌集』（1首）以降の勅撰和歌集に計9首が採録されている。

## 逸話

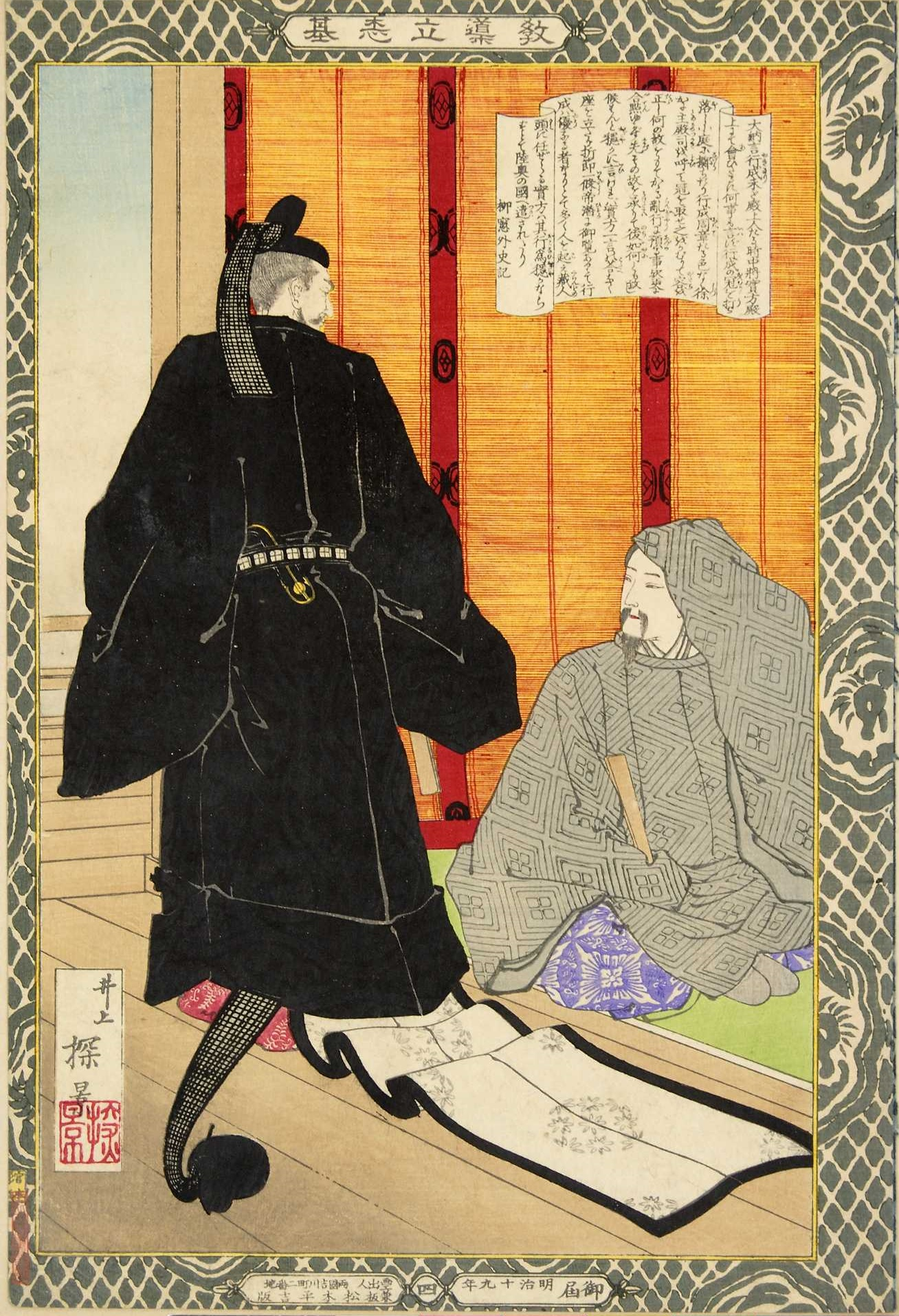
「教導立志基」より『大納言行成』
井上探景筆

鎌倉中期の説話集『十訓抄』によると、殿上で藤原実方と歌について口論になり、怒った実方に冠を奪われ投げ捨てられるも、行成は取り乱さず、主殿司に冠を拾わせ事を荒立てなかった。この様子を蔀から見ていた一条天皇が行成の冷静な対応に感心し行成を蔵人頭に抜擢した一方、実方を陸奥へ左遷したとされる。しかしこの話は史実とは異なる。そもそも行成の任官は友人の源俊賢の推挙によるもので帝の指名ではない。また実方も陸奥下向に際して、帝から褒美を受け昇進しており、左遷とは言い難い。そのことから『十訓抄』の話は作り話だろうとされている。
行成は源俊賢の推挙により蔵人頭に任命されたことを承知していて、のちに俊賢を越えて従二位に叙せられた際も、決して俊賢の上席に着席しなかった。俊賢が出仕する日は病気と称して出仕を控え、やむなく両方が出仕する日は向かい合わせの席に着座したという。
当時の実力者藤原道長からもその書道を重んじられ、行成が『往生要集』を道長から借用した際に、「原本は差し上げるので、あなたが写本したものを戴けないか」と言われたという。
「光少将」と呼ばれ美男の評判髙かった藤原重家は、行成ら「寛弘の四納言」が陣座で朝政の議論をしている様子を目にして自らの非才を覚り、親友で同じく「照る中将」と呼ばれ美男の評判髙かった源成信と共に園城寺にて出家して遁世したとされる。成信と行成もまた「中心を隔てざる人」という親友関係であり、成信出家の数日前に出家することを行成が夢に見て、それを彼に告げると、彼は「正夢也」と笑って答えたとする話が残る。

## 書家としての評価
小野道風・藤原佐理と共に、三蹟の一人に数えられる。行成は道風に私淑し、その遺墨にも道風の影響がみられる。その追慕の情はかなり強かったらしく、『権記』に「夢の中で道風に会い、書法を授けられた」と感激して記している。
行成の書風は道風や佐理よりも和様化がさらに進んだ、優雅なものであり、行成は和様書道の確立に尽力した、世尊寺流の宗家として、また上代様の完成者として評価されている。

## 真跡
- 白氏詩巻 - （国宝）東京国立博物館蔵
- 本能寺切 - （国宝）本能寺蔵

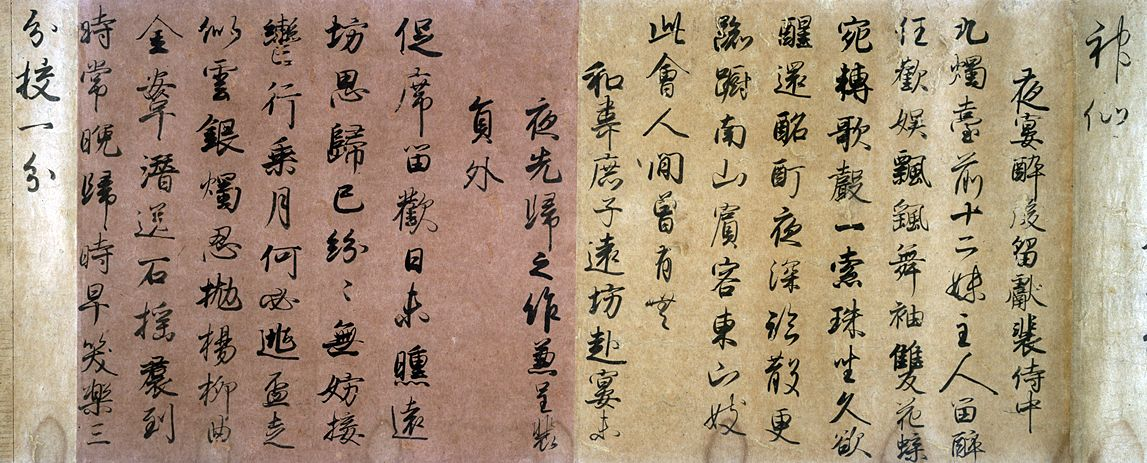
白氏詩巻（国宝）部分

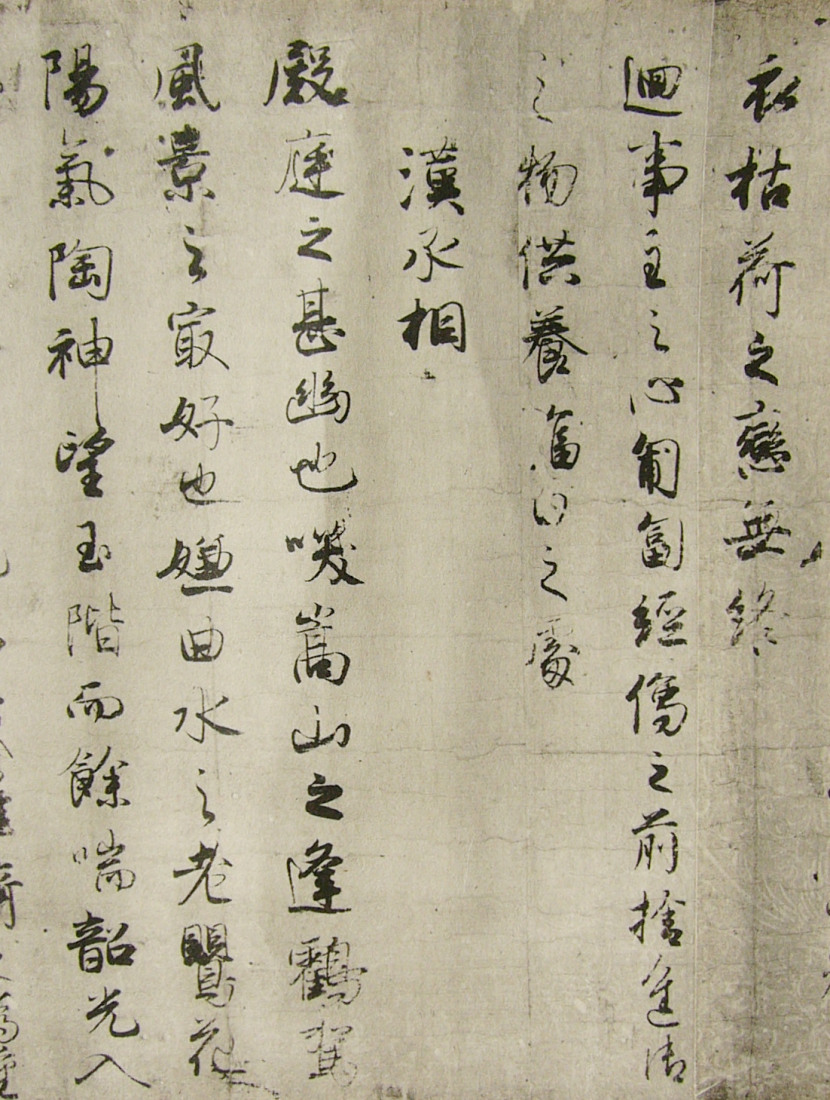
本能寺切　部分

- 後嵯峨院本白氏詩巻 - （国宝）正木美術館蔵
- 敦康親王関係文書 - 三の丸尚蔵館蔵
- 書状 - （重要文化財）東京国立博物館蔵（2016年度購入[73]）

など。いずれも、漢字体で、仮名は残っていないとされる。
なお、 京都の鳩居堂が所有する「伝藤原行成筆仮名消息（12通）」（1952年国宝に指定）は、行成より時代の下る11世紀後半の作品であり、筆者も1人ではなく数筆に分かれる。紙背文書を参照。

## 官歴
注記のないものは『公卿補任』による。
- 天元5年（982年） 2月25日：元服[75]
- 永観2年（984年） 正月7日：従五位下（直叙。春宮旧年御給）
- 寛和元年（985年） 12月24日：侍従
- 寛和2年（986年） 2月8日：昇殿　8月13日：左兵衛権佐
- 寛和3年（987年） 正月7日：従五位上（恵子女王御給）。9月4日：昇殿
- 永祚2年（990年） 正月29日：兼備後権介
- 正暦2年（991年） 正月7日：正五位下（佐労）
- 正暦4年（993年） 正月9日：従四位下（女叙位次。佐労）、還昇[76]、解左兵衛権佐[77]
- 長徳元年（995年） 8月29日：蔵人頭
- 長徳2年（996年） 正月25日：民部権大輔。4月24日：権左中弁。8月5日：左中弁
- 長徳3年（997年） 正月28日：備前守
- 長徳4年（998年） 正月11日：従四位上（臨時）[78]。10月23日：右大弁[12]、東三条院別当
- 長保元年（999年） 正月29日：備後守。3月29日：大和権守
- 長保2年（1000年） 10月11日：正四位下（書額賞）
- 長保3年（1001年） 2月28日：敦康親王家別当[79]。8月23日：参議、還昇[80]。10月10日：従三位（東三條院御賀院司賞）[81]
- 長保5年（1003年） 11月5日：正三位（造宮書殿舎額賞）
- 寛弘元年（1004年） 正月24日：美作権守。8月29日：兵部卿
- 寛弘2年（1005年） 6月19日：左大弁。12月18日：播磨守
- 寛弘4年（1007年） 正月28日：従二位（造宮行事。超時光俊賢忠輔懐平輔正等卿）。4月28日：皇太后宮権大夫（皇太后・藤原遵子）
- 寛弘5年（1008年） 10月29日：辞兵部卿
- 寛弘6年（1009年） 3月4日：権中納言（超有國）
- 寛弘9年（1012年） 2月14日：太皇太后宮権大夫
- 長和2年（1013年） 12月19日：正二位（石清水行幸行事賞）[82]
- 寛仁元年（1017年） 6月：解太皇太后宮権大夫（太皇太后・藤原遵子崩御）
- 寛仁3年（1019年） 12月21日：大宰権帥
- 寛仁4年（1020年） 11月29日：権大納言
- 万寿3年（1026年） 2月7日：按察使
- 万寿4年（1027年） 12月4日：薨去（正二位権大納言兼按察使）

## 系譜
- 父：藤原義孝
- 母：源保光の女
- 妻：源泰清の女（姉、977-1002）
  - 長男：藤原薬助（990年代前半?-?）
  - 次男：夭折（997-998）[83]
  - 三男：藤原実経（998-1045）
  - 四男：藤原良経（1001-1058）
  - 長女：源顕基室
  - 次女：源経頼室
  - 三女：夭折（1002）
- 妻：源泰清の女（妹）
  - 五男：藤原行経（1012-1050）
  - 四女：藤原長家室（1007-1021）
  - 男子：夭折（1008、双生児）
  - 男子：夭折（1008、双生児）
- 妻：橘為政の女
  - 六男：藤原永親（?-1083）

## 関連作品
伝記
- 黒板伸夫『藤原行成』（吉川弘文館〈人物叢書〉、1994年、ISBN 4-642-05199-6）

小説
- 『行成想歌』（2024年、佐藤雫）

漫画
- 『超訳百人一首 うた恋い。3』（杉田圭）
- 『神作家・紫式部のありえない日々』（D・キッサン）

映画
- 『源氏物語 千年の謎』（2011年、東宝、演：甲本雅裕）

テレビドラマ
- 『光る君へ』（2024年、NHK大河ドラマ、演：渡辺大知）